# Frontière entre la Tchéquie et l'Union européenne
La frontière entre la Tchéquie et l'Union européenne était entre le 1er janvier 1993, date de l'indépendance de la République tchèque, et le 1er mai 2004, date d'adhésion de la Tchéquie à l'Union européenne, la frontière délimitant les territoires voisins sur lesquels s'exerçait la souveraineté de la Tchéquie ou de l'un des États alors membres de l'Union européenne.

## Historique

### 1993-1994
Du 1er janvier 1993, date de l'indépendance de la Tchéquie, au 31 décembre 1994, la frontière euro-tchèque se superposait à la frontière germano-tchèque. Elle succède alors à la frontière entre la Tchécoslovaquie et la Communauté économique européenne (le changement CEE/UE s'est produit le 1er novembre 1993).

### 1995-2004
À la suite de l'adhésion de l'Autriche à l'Union européenne le 1er janvier 1995, la frontière entre la Tchéquie et l'UE s'est allongée de la frontière entre l'Autriche et la Tchéquie, c'est-à-dire 466,3 killomètres, pour atteindre 1 112 kilomètres.

### Depuis 2004
À la suite de l'adhésion de la Tchéquie à l'Union européenne le 1er mai 2004, cette frontière a disparu et n'existe donc plus depuis lors.